# Institut für Ökumenische Forschung
Das Institut für Ökumenische Forschung an der Eberhard Karls Universität Tübingen ist eine selbst verwaltete Einrichtung für Lehre und Forschung an der Katholisch-Theologischen Fakultät. Es wurde 1963/64 von Hans Küng gegründet und von ihm über dreißig Jahre geleitet.
Die Lehrveranstaltungen des Instituts, dessen Schwerpunkt auf dem Gebiet der Forschung liegt, bilden eine Ergänzung zu den Lehrangeboten der beiden theologischen Fakultäten. Neben den Themen der ökumenischen Theologie im engeren Sinne widmet sich die Arbeit des Instituts der interdisziplinären Zusammenarbeit in der eigenen Fakultät, mit der Evangelisch-Theologischen Fakultät (z. B. in der Ökumenischen Arbeitsgemeinschaft), mit Kollegen anderer Disziplinen, vor allem mit den Bereichen Naturwissenschaft, Sozialpsychologie, Kultur- und Religionswissenschaft. Die Lehrangebote des Forschungsinstituts vermitteln – über Grundinformationen zur Ökumene und zum Interreligiösen Dialog hinaus – die in dieser Arbeit gemachten Erfahrungen und Reflexionen.
Es besteht eine wissenschaftliche Kooperation mit dem Ökumenischen Institut des Lutherischen Weltbundes in Straßburg und dem Konfessionskundlichen Institut des Evangelischen Bundes in Bensheim im Südwestbund. Kontakte gibt es zu Ökumenischen Stabsstellen in Genf; dazu eine internationale Kooperation im Rahmen der Societas Oecumenica (Europäische Gesellschaft für Ökumenische Forschung), deren Präsident Bernd Jochen Hilberath von 2004 bis 2006 war. Außerdem besteht eine intensive Zusammenarbeit mit dem Internationalen Diakonatszentrum in Rottenburg am Neckar.